# Коди Уокър
Коди Боу Уокър (на английски: Cody Beau Walker) е американски актьор, който е брат на покойния актьор Пол Уокър и завършва неговите финални сцени във филма Бързи и яростни 7 (2015)

## Биография
Коди Уокър е роден на 13 юни 1988 г. в Лос Анджелис, Калифорния. Син е на Пол Уокър III и на Шерил Крабтри. Той е най-малкият от петте деца (двама братя – Пол и Кейлъб, и две сестри – Ашли и Ейми). Завършва Калифорнийския университет в Санта Барбара. Познат е на зрителите като Браян О'Конър от „Бързи и яростни 7“ и Джеймс Уест от „USS Indianapolis: Men of Courage“.

### Кариера
Уокър прави своя дебют в ниско-бюджетния хорър филм „Изоставена мина“ от 2013 г., където играе ролята на Томас. След смъртта на брат си Пол Уокър, участва заедно с другия си брат като Браян О'Конър в „Бързи и яростни 7“ с помощта на визуални ефекти за лицето на Пол. През 2016 г. излиза и третият му филм като актьор „USS Indianapolis: Men of Courage“, където си партнира с Никълъс Кейдж.

## Филмография
| Година | Заглавие                | Роля           |
| ------ | ----------------------- | -------------- |
| 2013   | Изоставена мина         | Томас          |
| 2015   | Бързи и яростни 7       | Брайън О'Конър |
| 2016   | Индианаполис Смели мъже | Джеймс Уест    |